# El sueño del mono loco
El sueño del mono loco es una película de Fernando Trueba basado en el libro Le rêve du singe fou (El sueño del mono loco) del escritor francés Christopher Frank.

## Argumento
Dan Gilis (Jeff Goldblum) es un escritor estadounidense afincado en París que pasa por problemas sentimentales. Es contratado para escribir el guion de una película cuyo director será un joven un poco extraño y peculiar. Durante las jornadas de redacción del guion junto al director, aparecerá la hermana de éste, un personaje clave en la trama que irá desarrollándose.

## Premios

### Premios Goya 1989
| Categoría                     | Persona                                     | Resultado  |
| ----------------------------- | ------------------------------------------- | ---------- |
| Mejor película                | Mejor película                              | Ganadora   |
| Mejor director                | Fernando Trueba                             | Ganador    |
| Mejor guion adaptado          | Fernando Trueba Manuel Matji Menno Meyjes   | Ganadores  |
| Mejor música original         | Antoine Duhamel                             | Candidato  |
| Mejor fotografía              | José Luis Alcaine                           | Ganador    |
| Mejor montaje                 | Carmen Frías                                | Ganador    |
| Mejor dirección artística     | Pierre-Louis Thévenet                       | Candidato  |
| Mejor dirección de producción | José López Rodero                           | Ganador    |
| Mejor maquillaje y peluquería | José Antonio Sánchez Paquita Núñez          | Candidatos |
| Mejor sonido                  | Georges Prat Pablo Blanco Eduardo Fernández | Candidatos |
| Mejores efectos especiales    | Christian Bourqui                           | Candidato  |

- Datos: Q3824056